# Badeanstalt in der Weinlache

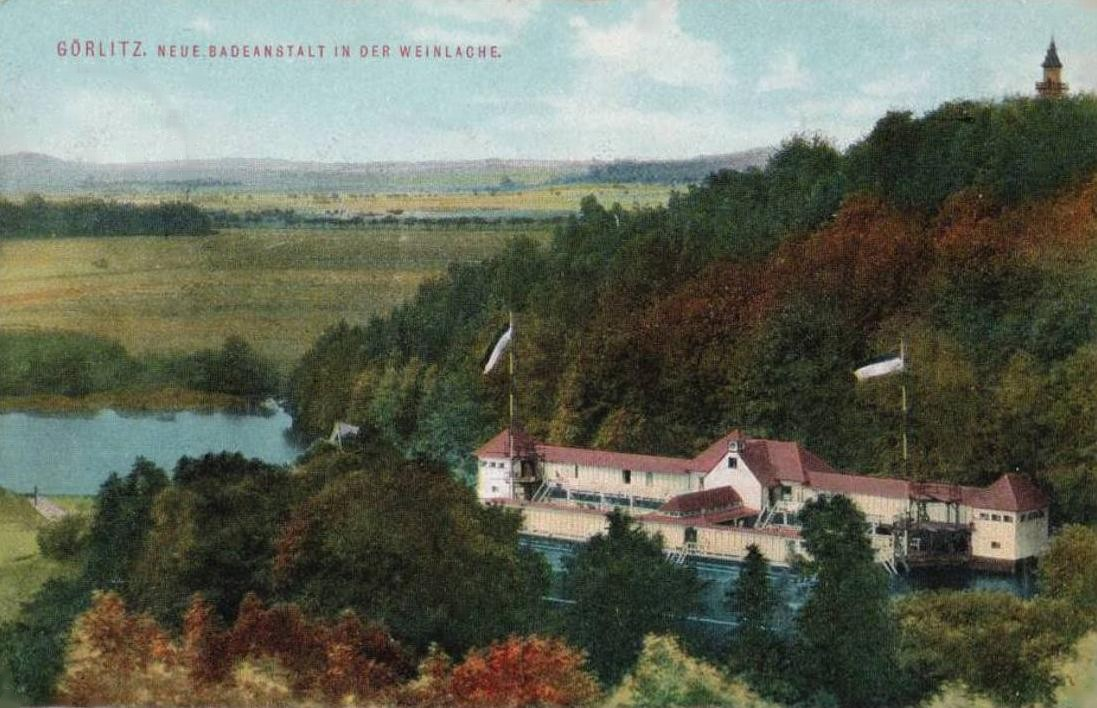
Blick von der östlichen Seite der Neiße auf das Flussbad in der Weinlache unterhalb des Weinbergs mit dem Weinbergturm

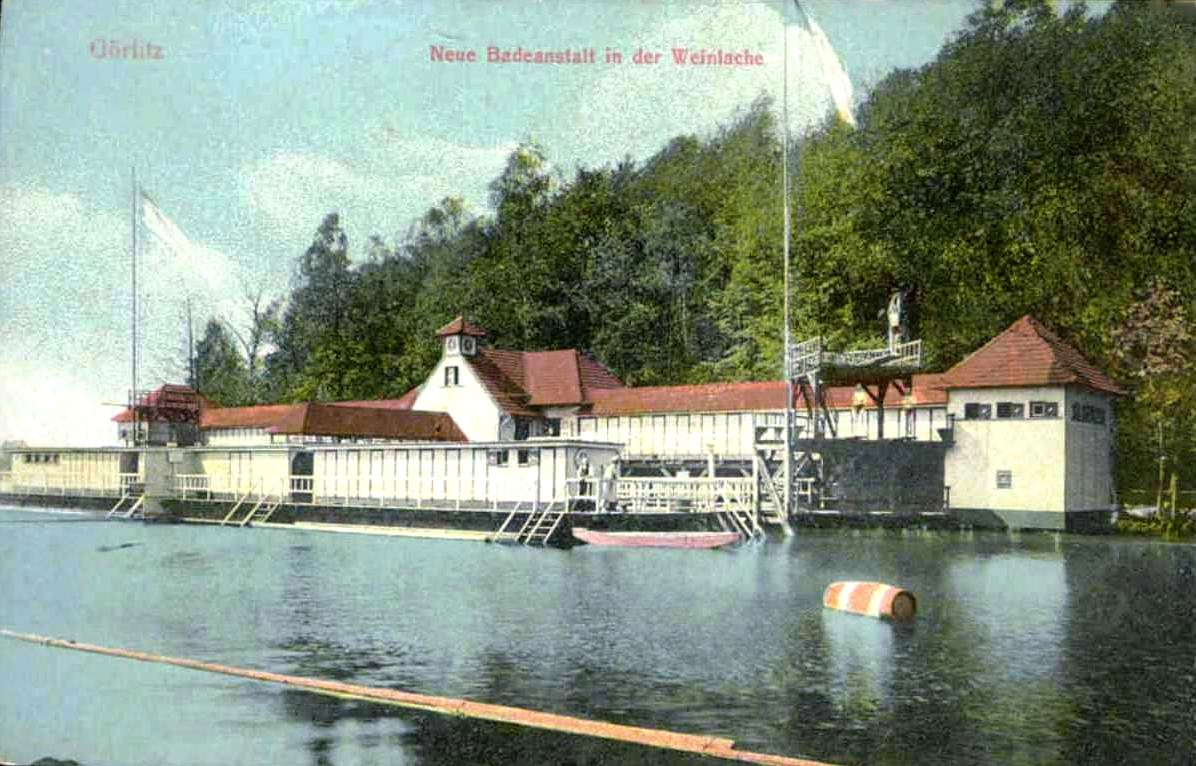
Gebäude mit Umkleidemöglichkeiten und Sprungturm (rechts)

Die Badeanstalt in der Weinlache, auch Weinlachebad genannt, war ein Flussbad in der Weinlache, einem toten Nebenarm der Lausitzer Neiße unterhalb des Weinbergs in Görlitz. Es wurde 1907 eröffnet. Die Stadt ließ das stehende Gewässer zwischen 1909 und 1912 zum Freibad ausbauen. Dazu wurde die Weinlache von Arbeitern entschlammt und Flusssand für den Strand angefahren.
Beim Betreten des markanten Holzbaus mit rotem Ziegeldach gelangte man zunächst in einen Vorraum mit der Kasse und einem Erfrischungsraum. Von dem Vorraum betrat man die Badeanstalt, die in jeweils eine Abteilung für Damen und für Herren getrennt war. Die Abteilung für Damen lag auf der Seite nach Leschwitz (seit 1936: Weinhübel). Auch eine Gastwirtschaft war in dem Bau untergebracht. Der landseitige Bau stand zu einem Teil an Land und zum anderen auf 56 Pfählen im Wasser. Auf dem etwas höheren Mittelbau thronte eine große Uhr, die den Badenden die Zeit anzeigte.
Zu dem schwimmend gelagerten Teil des Bades führten Stufen hinab, die sich über Scharniere dem jeweiligen Wasserstand anpassen konnten. Der schwimmende Teil war dadurch fest verankert, um ein Forttreiben bei Hochwasser zu verhindern. Schienen verhinderten, dass der schwimmende Teil gegen den landseitigen Teil gedrückt werden konnte.
Es gab auch ein Nichtschwimmerbecken, in dem das Wasser vorn flach war und dann stetig tiefer wurde. Der Boden des Beckens war mittels Winden verstellbar. Die jeweils 15 Badezellen für Damen und Herren befanden sich auf der Sonnenseite des Bades. Weiterhin gab es auf beiden Seiten jeweils ein Sprungturm. Der Sprungturm für die Herren war etwa zehn Meter hoch und besaß mehrere Zwischenetagen. Die Wassertiefe betrug an dieser Stelle etwa fünf Meter, wobei im restlichen Bad die Wassertiefe bei etwa 3,5 Metern lag. Auch am Damensprungturm betrug die Wassertiefe fünf Meter, obwohl der Turm etwas niedriger war.
Die Flussbadeanstalt wurde nach der Grenzziehung durch die Neiße infolge des Potsdamer Abkommens 1945 abgerissen. Heute erinnern nur noch einige Mauerreste am Neißeufer am Inselweg an die einstige Badeanstalt.
Im Jahr 1946 wurde weiter westlich das Volksbad eingerichtet. Hier ist das Baden jedoch bereits seit Jahren untersagt.